# Géza Domokos
Géza Domokos (ur. 18 maja 1928 w Braszowie, zm. 27 czerwca 2007 w Târgu Mureș) – rumuński polityk i pisarz narodowości węgierskiej, działacz komunistyczny, założyciel i pierwszy przewodniczący Demokratycznego Związku Węgrów w Rumunii.

## Życiorys
Absolwent Instytutu Literackiego im. Maksyma Gorkiego w Moskwie, kształcił się następnie na jednym z uniwersytetów politycznych. Pracował w redakcjach różnych czasopism, a także organizacji zrzeszającej literatów. Od 1953 był członkiem Rumuńskiej Partii Komunistycznej, wchodził w skład egzekutywy organizacji młodzieżowej komunistów. Od 1969 do 1984 był zastępcą członka komitetu centralnego PCR.
Po przemianach politycznych w 1989 współtworzył i stanął na czele Demokratycznego Związku Węgrów w Rumunii, którym kierował do 1993. W latach 1990–1992 był posłem do Izby Deputowanych. Później wycofał się z działalności politycznej.
W 2004 odznaczony Orderem Gwiazdy Rumunii.